# Cheongchun-manhwa
Cheongchun-manhwa (청춘만화?), noto anche con il titolo internazionale Almost Love, è un film del 2006 scritto e diretto da Lee Han.

## Trama
Uno studente d'arti marziali e un'aspirante attrice si conoscono da molti anni, tuttavia tra loro non è mai sbocciato l'amore: entrambi restii nel dichiararsi i loro sentimenti, temendo di rovinare la loro amicizia, provano infatti a frequentare altre persone.